# Lycosa mahabaleshwarensis
Lycosa mahabaleshwarensis este o specie de păianjeni din genul Lycosa, familia Lycosidae, descrisă de Benoy Krishna Tikader și Malhotra, 1980. Conform Catalogue of Life specia Lycosa mahabaleshwarensis nu are subspecii cunoscute.